# Plazmid

Schéma tyčinkovité bakterie, červeně „bakteriální chromozom“
a modře plazmidy

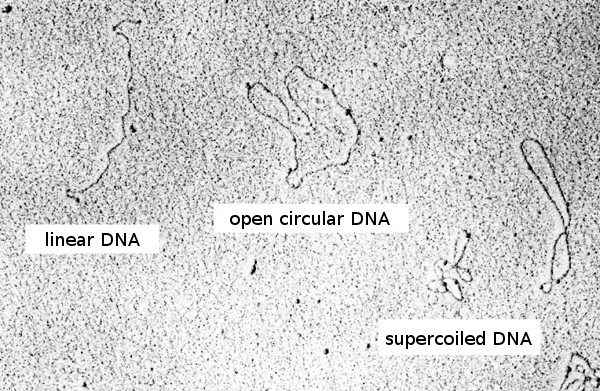
Plazmidy
pod elektronovým mikroskopem; uprostřed v relaxované formě, vpravo
v nadšroubovicovém vinutí

Plazmid (též plasmid) je malá, většinou kruhová molekula DNA schopná replikace, která se přirozeně vyskytuje v cytoplazmě některých bakterií, archebakterií, méně obvykle i u eukaryot. Jedna bakteriální buňka může (v laboratorních podmínkách) obsahovat až několik stovek či vzácně až 3 000 molekul plazmidů. Jeden plazmid mívá velikost v rozmezí cca 1 000–200 000 párů bází.
Plazmidy obyčejně dosahují přibližně 1–5 % množství DNA ve srovnání s bakteriálním chromozomem. Mohou v sobě kódovat různé doplňující vlastnosti, které ovšem mohou být pro daný organismus velice důležité. Navíc se tyto vlastnosti snadno mohou šířit mezi jednotlivými bakteriemi – uplatňují se totiž při jednom typu horizontální výměny genetické informace, nazývaném konjugace.

## Zvláštní typy plazmidů
- Rhizobiální plazmidy – plazmidy umožňující fixaci vzdušného dusíku (N2).[2]
- Ti-plazmid – na těchto plazmidech se nachází geny, jejichž produkty vyvolávají tvorbu nádorů na kořenech dvouděložných rostlin.
- R-plazmidy – jsou to plazmidy nesoucí geny pro rezistenci proti antibiotikům.
- F-plazmidy – takzvané fertilní plazmidy, odpovídají za vznik tzv. pilů (sing. pilus), které umožňují vytvoření cytoplasmatického můstku mezi bakteriemi a posléze výměnu plazmidu. Bakterie, která tento plazmid získá, může posléze další konjugaci sama iniciovat.
- Col-plazmidy – tyto plazmidy nesou geny pro tvorbu kolicinů, proteinů, které mají schopnost usmrcovat jiné bakterie.
- 2 µm plazmid – malý kruhový plazmid vyskytující se u kvasinek Saccharomyces cerevisiae
- pGKL plazmidy – lineární plazmidy kvasinky Kluyveromyces lactis kódující tzv. killer fenotyp

## Využití v genovém inženýrství
Plazmidy jsou ve vědě velmi často používané jako tzv. vektory genetické informace – je možné do nich začlenit nějaký zájmový fragment DNA a následně tento plazmid určitým způsobem vložit do nějaké bakterie (či dokonce do kvasinky). Takový plazmid se – za určitých okolností – bude v hostitelském organismu udržovat a kopírovat.
Plazmid používaný jako vektor by měl obsahovat několik důležitých částí:
- ori místo – replikační počátek
- geny podílející se na regulaci množství kopií plazmidu v buňce
- někdy i geny nutné pro replikaci plazmidu
- obvykle i selekční a detekční geny
- vhodná klonovací restrikční místa umožňující vkládání našich zájmových fragmentů DNA